# Algarve-Rundfahrt 2016
Die 42. Algarve-Rundfahrt 2016 ist ein Etappenrennen in Portugal entlang der Algarve und fand vom 17. bis zum 21. Februar 2016 statt und war Teil der UCI Europe Tour 2016 und dort in der Kategorie 2.1 eingestuft.

## Teilnehmende Mannschaften
| WorldTeams (12)- Astana - Cannondale - Etixx-Quick Step - FDJ - IAM Cycling - Katusha - Lotto NL-Jumbo - Lotto-Soudal - Movistar Team - Sky - Tinkoff - Trek-Segafredo Professional Continental Teams (6)- Bora-Argon 18 - Caja Rural-Seguros RGA - Gazprom-RusVelo - Team Novo Nordisk - Team Roth - Verva ActiveJet Continental Teams (6)- Efapel - LA Alumínios-Antarte - Louletano-Hospital de Loulé - Rádio Popular-Boavista - Sporting-Tavira - W52-FC Porto |
| |

## Etappen
| Etappe    | Datum    | Etappenorte                   | type                 | Länge (km) | Etappensieger     | Gesamtführender   |
| --------- | -------- | ----------------------------- | -------------------- | ---------- | ----------------- | ----------------- |
| 1. Etappe | 17. Feb. | Lagos – Albufeira             | Flachetappe          | 163,6      | Marcel Kittel     | Marcel Kittel     |
| 2. Etappe | 18. Feb. | Lagos – Fóia                  | Mittelschwere Etappe | 198,6      | Luis León Sánchez | Luis León Sánchez |
| 3. Etappe | 19. Feb. | Sagres – Sagres               | Einzelzeitfahren     | 18         | Fabian Cancellara | Tony Martin       |
| 4. Etappe | 20. Feb. | São Brás de Alportel – Tavira | Hügelige Etappe      | 194        | Marcel Kittel     | Tony Martin       |
| 5. Etappe | 21. Feb. | Almodôvar – Alto do Malhão    | Mittelschwere Etappe | 169        | Alberto Contador  | Geraint Thomas    |

## Gesamtwertung
| \| Gesamtwertung \| Gesamtwertung \| Gesamtwertung \| Gesamtwertung \| Gesamtwertung \| \| Fahrer \| Fahrer \| Land \| Team \| Zeit \| \| ------------- \| ----------------- \| ---------------------- \| -------------------- \| ---------------- \| \| 1. \| Geraint Thomas \| Vereinigtes Königreich \| Team Sky \| 18 h 34 min 15 s \| \| 2. \| Ion Izagirre \| Spanien \| Movistar Team \| + 19 s \| \| 3. \| Alberto Contador \| Spanien \| Tinkoff \| + 26 s \| \| 4. \| Thibaut Pinot \| Frankreich \| FDJ \| + 32 s \| \| 5. \| Primož Roglič \| Slowenien \| LottoNL-Jumbo \| + 49 s \| \| 6. \| Tony Gallopin \| Frankreich \| Lotto-Soudal \| + 50 s \| \| 7. \| İlnur Zäkärin \| Russland \| Katusha \| + 1 min 03 s \| \| 8. \| Jarlinson Pantano \| Kolumbien \| IAM Cycling \| + 1 min 04 s \| \| 9. \| Fabio Aru \| Italien \| Astana \| + 1 min 25 s \| \| 10. \| Amaro Antunes \| Portugal \| LA Alumínios-Antarte \| + 1 min 27 s \| |                   |                        |                      |                  |
| |                   |                        |                      |                  |
| Quellen: ProCyclingStats Cycling Quotient Cycling Archives |                   |                        |                      |                  |
| Gesamtwertung |                   |                        |                      |                  |
| Fahrer | Fahrer            | Land                   | Team                 | Zeit             |
| 1. | Geraint Thomas    | Vereinigtes Königreich | Team Sky             | 18 h 34 min 15 s |
| 2. | Ion Izagirre      | Spanien                | Movistar Team        | + 19 s           |
| 3. | Alberto Contador  | Spanien                | Tinkoff              | + 26 s           |
| 4. | Thibaut Pinot     | Frankreich             | FDJ                  | + 32 s           |
| 5. | Primož Roglič     | Slowenien              | LottoNL-Jumbo        | + 49 s           |
| 6. | Tony Gallopin     | Frankreich             | Lotto-Soudal         | + 50 s           |
| 7. | İlnur Zäkärin     | Russland               | Katusha              | + 1 min 03 s     |
| 8. | Jarlinson Pantano | Kolumbien              | IAM Cycling          | + 1 min 04 s     |
| 9. | Fabio Aru         | Italien                | Astana               | + 1 min 25 s     |
| 10. | Amaro Antunes     | Portugal               | LA Alumínios-Antarte | + 1 min 27 s     |

## Wertungsübersicht
| Etappe         | Etappensieger     | Gesamtwertung     | Bergwertung       | Nachwuchswertung | Punktewertung     | Teamwertung            |
| -------------- | ----------------- | ----------------- | ----------------- | ---------------- | ----------------- | ---------------------- |
| 1              | Marcel Kittel     | Marcel Kittel     | Kamil Gradek      | Sebastián Henao  | Marcel Kittel     | Movistar Team          |
| 2              | Luis León Sánchez | Luis León Sánchez | Luis León Sánchez | Héctor Sáez      | Luis León Sánchez | Caja Rural-Seguros RGA |
| 3              | Fabian Cancellara | Tony Martin       | Geraint Thomas    | Tiesj Benoot     | Marcel Kittel     | Team Katusha           |
| 4              | Marcel Kittel     | Tony Martin       | Geraint Thomas    | Tiesj Benoot     | Marcel Kittel     | Team Katusha           |
| 5              | Alberto Contador  | Geraint Thomas    | Alexandr Kolobnev | Tiesj Benoot     | Marcel Kittel     | Team Katusha           |
| Wertungssieger | Wertungssieger    | Geraint Thomas    | Alexandr Kolobnev | Tiesj Benoot     | Marcel Kittel     | Team Katusha           |